# 임펄스 건담
임펄스 건담(영어: Impulse Gundam, 일본어: インパルスガンダム)은 TV 애니메이션인 《기동전사 건담 SEED DESTINY》에 등장하는 모빌 슈트(MS)로 분류되는 가공의 유인 조종식 인간형 로봇 병기이며, 이 작품의 초반 주역기이다. 플랜트의 군대인 자프트가 개발한 5기의 시험 제작형 모빌 슈트인 "세컨드 스테이지 시리즈" 중 1기로 작품의 전반부에서는 주인공인 신 아스카가 탑승하며, 후반부에서는 히로인인 루나마리아 호크가 탑승한다. 
전작인 《기동전사 건담 SEED》에 등장하는 지구연합군의 스트라이크 건담과 유사한 백팩의 무장 교환 기구를 갖추고 있으며, 장비에 따라 기체의 색상이 변화하는 것이 특징이다. 이러한 무장 교환 시스템은 같은 자프트제인 자쿠 워리어도 위저드 시스템이라는 이름으로 사용하고 있다. 또한, 다른 건담 시리즈 작품의 모빌 슈트(MS)에서 볼 수 있는 "코어 블록 시스템"과 비슷한, 기체의 분리, 합체 구조를 가지고 있다. "임펄스"는 영어로 "충격"을 의미한다. 미디어나 관련 상품에서는 "임펄스 건담"이라고 호칭되지만, 《기동전사 건담 SEED DESTINY》 작품 내에서는 다른 건담 타입의 모빌 슈트와 마찬가지로 "건담"을 생략하고 "임펄스"라고 호칭된다.
본 문서에서는 관련 작품에 등장하는 파생기들에 대해서도 설명한다.

## 제작 에피소드
TV 애니메이션 작품인 《기동전사 건담 SEED DESTINY》에 등장하는 임펄스 건담의 메카닉 디자인은 오오카와라 쿠니오가 담당하였다. 오오카와라 쿠니오는 인터뷰에서 감독인 후쿠다 미츠오의 의향에 의해서 코어 스플렌더가 도입되었다고 밝혔다. "그 분리·합체는 상당히 임팩트가 있다고 생각합니다만"이라는 취재원의 질문에 대해 오오카와라 쿠니오는 "영상에서의 장면을 우선적으로 생각해서 각 파츠들을 이대로 날려보내도 좋을 정도의 레벨로 디자인했다"라고 말했다. 또한 오오카와라 쿠니오는 후쿠다 미츠오로부터 하반신만 분리되어 공격하는 것 등의 아이디어를 들었다고 언급했다. 원래는 세컨드 스테이지 시리즈 5기의 건담 모두에 코어 블록을 내장할 예정이었으나(오오카와라 쿠니오는 이때 비행기형이 아닌 달착륙선과 같은 모양의 코어를 제안했다), 후쿠다 미츠오와 검토를 거듭한 끝에 임펄스 건담만 채택하게 되었다고 한다. 또한 후에 오오카와라 쿠니오가 제안한 코어 블록의 디자인은 《기동전사 건담 SEED DESTINY MSV》의 자쿠 스플렌더에서 전용되었다.

## 설정 해설
임펄스 건담은 자프트에서 개발한 "세컨드 스테이지 시리즈"에 해당하는 무장 교환 시스템을 도입한 모빌 슈트(MS)이며, 듀트리온 빔 송전 시스템 및 코어 스플렌더를 비롯한 각종 신기술을 투입해서, 단독으로 기존의 모빌 슈트(MS) 다수분의 성능을 발휘하게 함으로써 유니우스 조약으로 인한 제약 사항인 "모빌 슈트 보유수의 제한"을 극복하려는 목적으로 개발되었다.
오브로부터의 기술자의 이주와 자프트의 퍼스트 스테이지의 기술이 피드백된 결과 임펄스 건담이 만들어지게 되었다. 형식번호 "ZGMF-X56S"에서 세컨드 스테이지 시리즈의 1기로서 "X"는 실험기, "5"는 무장교환형, "6"은 개발 넘버, "S"는 세컨드 스테이지(Second Stage)를 나타낸다. 다른 세컨드 스테이지 시리즈와 마찬가지로 기본 성능은 프리덤 건담과 저스티스 건담 등의 퍼스트 스테이지 기체들의 성능을 이어받고 있으며, 동시대의 양산기들을 능가하는 성능을 가지고 있다.
임펄스 건담은 코어 스플렌더, 체스트 플라이어, 레그 플라이어의 합체로 모빌 슈트(MS)의 형태가 되는 기구를 도입해 생존성과 전투 지속 능력이 뛰어나다.
또한 등 부분에 무장 교환 장비로 실루엣도 갖추고 있으며, 전황에 따라 고기동형, 근접전투형, 원거리 포격형의 백팩을 장비할 수 있다. 임펄스 건담의 본체는 실루엣의 코어 유닛으로서의 의미가 강하며, 무장 구성은 기본적인 것으로 갖추어져 있다. 무장 교환 시스템 등 범용성을 극한까지 추구한 기체이며, 유니우스 조약 체결 하에서 철저한 고성능화를 추구하여 개발되었다.
전선에 배치된 임펄스 건담은 미네르바에 배치된 것을 포함하여 두 자리 수가 채되지 않는다. 이는 기체 구조가 복잡하기 때문에 정비성이 나쁘고, 훈련 면에서도 파일럿에게 부담을 주는 기체였다는 점과 그 성능을 최대한 발휘할 경우에 실루엣을 포함한 부품들을 관리할 수 있는 전용 모함도 필요로 한다는 점에 기인한다. 이러한 이유로 자프트에서는 데스티니 임펄스 건담을 롤아웃한 후에 새로운 후계기로 ZGMF-X42S 데스티니 건담을 도입하였다.

### 임펄스 시스템
임펄스 건담의 합체 기구는(경우에 따라서는 뒤에서 서술할 실루엣 시스템과 운용 모함인 미네르바를 포함하여) 임펄스 시스템이라고 호칭된다. 이 시스템은 이전 대전 시에 자프트에서 개발한 ZGMF-X11A 리제네레이트 건담의 컨셉을 답습한 것으로 생각된다. 코어 스플렌더 이외의 부분이 파손되어도 새로운 파츠로 교환함으로써 전선에 복귀할 수 있으며, 체스트 플라이어 및 레그 플라이어에 내장 전원이 개별적으로 준비되어 있기 때문에, 재합체로 전투를 계속할 수 있다는 장점이 있다. 이러한 이점이 있지만 합체 기구 자체의 존재 의의는 각종 자료에서 명확히 해설되어 있지는 않다.
외전 작품인 《기동전사 건담 SEED DESTINY ASTRAY》 작품 내에서 이 작품의 주인공인 제스 리브르가 플랜트의 기술자인 코트니 히에로니무스에게 "합체 시스템의 장점"을 물었는데, 코트니는 "설계자의 진의는 알 수 없는, 독자적인 해석"이라고 전제한 뒤, 앞선 대전에서 프리덤 건담과 같은 단독으로 전장에 영향을 미치는 전과를 발휘한 모빌 슈트(MS)와 비교해, 임펄스 건담은 각종 지원을 포함하여 유사한 운용이 가능한 기체이며, 장기적으로는 실루엣 등의 파츠까지도 드라군 시스템에 의해 제어하며, 무기류나 파워는 파일럿이 원하는 때에 호출할 가능성의 여지가 있으며, 최종적으로는 모함마저 필요하지 않게 되는 임펄스 시스템의 구상이 가능한 기체라는 것이 이러한 합체 시스템의 장점이라고 생각한다는 견해를 나타냈다. 이에 대해 동행했던 카이트 마디건은 "꿈같은 이야기"라고 일축하며, 분리·합체 기구의 구현은 유니우스 조약에 의해 모빌 슈트(MS)의 보유수가 제한된 것에 대한 고육지책이라고 지적했다. 코트니는 이에 대해 수긍하면서도 임펄스 건담은 아직 실증시험 중이기 때문에 플랜 자체에 변경이 있을 가능성이 있다고 말했다. 한편 임펄스 건담의 취재 중에 분리 비행을 목격한 제스는 3기의 전투기인 줄 알았는데, 이들의 합체에 경악했다. 이후 제스와 카이트가 합체 기구에 관해 고찰했을 때 제스가 임펄스 건담의 합체에서 느낀 "멋짐"에는 파급력이 있는 프로파간다의 역할도 있는 것으로 결론짓고 있다. 다만 카이트는 "프로파간다만을 위한 합체는 아니다"라고 언급하고 있다.
또한 임펄스 건담의 합체 시스템은 지난 대전기의 무장 교환 시스템을 발전시킨 것으로 체스트 플라이어와 레그 플라이어의 교환이 가능한 구조이면서도 그 베리에이션이 실제 기체로 제조되지는 않았다고 되어 있다.

### 코어 스플렌더
임펄스 건담의 핵심을 이루는 독립형 콕피트이다. 전투력은 높지 않지만, 파일럿의 생존율 향상에 기여하고 있다. 지난 대전에서 유능한 파일럿들을 손실한 것에서 도입된 기구로 사출좌석의 연장선상에 있는 장비라고 할 수 있다. 기존의 탈출 캡슐은 생환율의 향상을 기대할 수 없었기 때문에 전투기로서의 능력이 부가되었다. 주요 무장은 기수의 MMI-GAU19 20mm 기관포 외에, 날개 밑에 QF908 항공 미사일 런처를 장착하고, 그 안에 AGM33 레디버드 유도 미사일을 장전할 수 있다. 이 항공 미사일 런처는 모빌 슈트로 도킹시에는 분리되어 모함으로 자동으로 귀환한다. 스러스터는 수직이착륙이 가능한 가변형 노즐로 되어 있으며, 지구연합계의 전투기 기술이 도입되었다. 또한 모빌 슈트(MS)로 합체할 때를 위해 시트에는 90도로 회전하는 기구가 설치되었고, 동시에 캐노피는 디스플레이로 바뀌는 겸용 타입이다. 코어 스플렌더는 배리어블 페이즈 시프트 장갑(VPS 장갑)으로 되어있지 않기 때문에 방어력이 떨어지는 약점이 있다.
처음에는 임펄스 건담 외의 다른 세컨드 스테이지 시리즈의 기체에도 도입될 예정이었으나, 채택되지는 않았다. 이는 각 기체와 코어 스플렌더의 균형을 맞추기가 어려웠기 때문이며, 완성된 카오스 건담, 어비스 건담, 가이아 건담은 전장에서 임펄스 건담을 지원하는 기체로 활용할 계획이었다.

### 체스트 플라이어
임펄스 건담의 상반신을 구성하는 유닛으로 단독 비행이 가능하다. 실드를 장착한 상태로 발진하는데, 이때의 형상이 공기 저항을 감소시키는 것 외에도 리프팅 바디와 같은 효과를 얻고 있다. 설계자에 의하면 레그 플라이어를 포함해서 "완전히 새로운, 효율이 좋은 모빌 슈트(MS) 시스템"이라고 한다.

### 레그 플라이어
임펄스 건담의 하반신을 구성하는 유닛이다. 단독 비행이 가능하며, 양무릎과 허리에 강착 다리도 수납되어 있다.

### 무장 및 장비
MMI-GAU25A 20mm CIWS
가슴에 2문이 내장된 CIWS이다. 주로 근접 전투에서 사용된다. 또한 미사일 요격 및 방어, 대인, 대 소프트 스킨에 사용되지만, 발사각이 제한된다고 하는 자료도 보인다. 애니메이션 《기동전사 건담 SEED DESTINY》 제18화에서 근접 거리에서 대거 L의 장갑을 관통시키고 있다.
M71-AAK 폴딩 레이저 대장갑 나이프
임펄스 건담의 양쪽 허리 부분에 2개가 수납된 접이식(폴딩)의 모빌 슈트(MS) 사이즈의 나이프이다. 지구연합군의 GAT-X105 스트라이크 건담에 장비된 아머 슈나이더의 교전 데이터에 의거해서 만들어진 장비이다. 실체검과 진동파를 함께 사용하며, 다른 무장에 비해 기체의 전력을 소비하지 않기 때문에, 임펄스 건담의 최후의 무기로 역할을 한다. 일반적인 모빌 슈트(MS)의 장갑이라면 관통할 수 있는 절삭력을 자랑한다.
MA-BAR72 고 에너지 빔 라이플
프리덤 건담과 저스티스 건담에 장비된 "MA-M20 루프스 빔 라이플"을 개량한 빔 라이플이다. 한편 원형이 된 모델은 세이버 건담에 탑재된 "MA-BAR70 고 에너지 빔 라이플"이라고 한 자료도 보인다. 카오스 건담, 가이아 건담, 세이버 건담 등 세컨드 스테이지 시리즈가 장비하고 있는 빔 라이플은 외관은 다르지만 설계 사상은 동일하다.
MMI-RG59V 모빌 실드
대 빔 코팅이 된 실드로, 형태에 맞추어 크기를 변화시킬 수 있다. 또한 체스트 플라이어시에는 랜딩 기어 대신 실드의 상단과 하단 부분이 앞으로 밀어 접지면이 되도록 설계되어 있다. 임펄스 건담은 미네르바에서 운용하는 것을 상정하고 있지만, 일반 기지에서의 운용도 고려해 내장된 기능으로 여겨진다.
멀티팩
확장성을 모색하는 가운데 제작된 연합의 스트라이커 팩 규격의 장비를 교환하여 사용할 수 있도록 한 비변형형 코어 블록(멀티팩)이다. 커넥터의 규격은 오브로부터 이주한 기술자에게서 획득하였다.

### 실루엣 시스템
임펄스 건담에 설정되어 있는 무장 교환 시스템이다. 자쿠 워리어의 "위저드 시스템"에서 발전시켜 개발한 것으로 알려져 있다. 실루엣에는 고기동전 및 일반전투용 사양인 포스 실루엣, 근접전 및 대함전 사양의 소드 실루엣, 포격전 사양인 블래스트 실루엣의 3가지 실루엣이 있는데, 이들 실루엣은 필요로 하는 에너지가 각각 다르기 때문에 장착한 실루엣에 따라 배리어블 페이즈 시프트 장갑(VPS 장갑)에 걸리는 전압이 조정되어, 장갑의 강도와 사용되는 에너지량이 변화한다. 전압의 변화에 의해 장갑의 색은 장비하는 실루엣에 따라 변한다. 또한 각 실루엣에는 파워팩이 내장되어 있어서 백팩의 교환으로 가동 시간을 연장하는 것도 가능하다. 임펄스 건담은 모든 형태에서 대기권 내에서의 호버링 기능을 가지고 있으며, 실드와 빔 라이플을 항상 휴대함으로써 전투에서 기본 이상의 안정적인 전투력을 발휘할 수 있다.

#### 실루엣 플라이어
실루엣 시스템 전용의 무인 견인기로 역할을 끝내면 자동으로 모함으로 귀환한다. 임펄스 건담의 실루엣을 전선에서 교체할 때 사용되며, 이동 무기고로 기능도 한다.
실루엣 플라이어는 대기권 내, 우주에 상관없이 비행할 수 있다. 또한 컨트롤은 미네르바에 의한 지령이나 프로그램을 통해 행해진다. 단독으로는 전투력이 없다고 하는 자료, 포스 실루엣 장착시에는 본체와 스러스터를 포함해 고속 비행이 가능한 것 외에, 소드 실루엣 장착시에는 대함도로 대형 함정을 공격할 수 있다고 하는 자료가 존재한다.

#### 포스 임펄스 건담
포스 임펄스 건담은 무중력·중력 하를 가지리 않는 고기동 전투용 실루엣인 "포스 실루엣"을 장비한 형태이다.
포스 실루엣은 대출력 스러스터와 날개를 갖추어 우주 공간 및 대기권을 불문하고 높은 비행 능력을 발휘한다. 공중전 능력에서 프리덤 건담에 필적하는 성능을 자랑한다. 또한 빔 사벨 2기를 탑재하고 있다. 배리어블 페이즈 시프트 장갑(VPS 장갑)의 색상은 실루엣을 장착하지 않은 임펄스 건담과 마찬가지로 흰색과 파란색을 기조로 하고 있다.
추가 무장
MA-M941 바쥬라 빔 사벨
프리덤 건담과 저스티스 건담에 장비된 "MA-M01 라케르타 빔 사벨"을 개량한 빔 사벨이다. 유니우스 조약의 체결에 따른 미라쥬 콜로이드 기술 응용형의 기존 사벨의 사용 금지를 바탕으로 이루어지고 있던 기술 연구를 기초로 하고 있으며, 라케르타 빔 사벨 이상의 출력을 가지고 있다. 세컨드 스테이지 시리즈의 모빌 슈트(MS)용으로 개발된 것으로 세이버 건담, 카오스 건담, 가이아 건담도 같은 것을 장비하고 있다.
"바쥬라"는 인도 신화에 등장하는 천둥의 신 인드라가 가지고 있는 아스트라의 이름이다.
비고
애니메이션 《기동전사 건담 SEED DESTINY》의 엔젤 다운 작전에서 포스 임펄스 건담의 형태로 소드 실루엣의 MMI-710 엑스칼리버 레이저 대함도를 사용하였기 때문에 건담 프라모델 〈1/100 MG 포스 임펄스 건담〉 등에는 이 대함도가 부속되어 있다. 게임인 《SD건담 G제네레이션》 시리즈나 《슈퍼로봇대전》 시리즈 등에서는 엑스칼리버를 갖춘 돌격이 포스 임펄스 건담의 무장으로 추가되어 있는 등 포스 임펄스 건담 형태의 옵션 장비로 지정되어 있다.

#### 소드 임펄스 건담
소드 임펄스 건담은 대함전, 대 모빌 슈트(MS) 격투전을 상정한 격투전용 실루엣인 "소드 실루엣"을 장비한 형태이다.
소드 실루엣에 탑재되는 추가 장비는 전부 근접전투용이며, 대 모빌 슈트(MS)전부터 대함전, 대양전자 리플렉터 장비 기체와의 전투에서 위력을 발휘한다. 배리어블 페이즈 시프트 장갑(VPS 장갑)의 색상은 흰색과 빨간색을 기조로 하고 있다.
추가 무장
MMI-710 엑스칼리버 레이저 대함도
소드 실루엣에 2개가 장비되는, 임펄스 건담의 자기 키만한 정도의 길이를 가진 레이저 대함도이다. 소드 스트라이크 건담이나 소드 캘러미티 건담에 장비되는 슈베르트 게벨의 영향을 받은 장비로, 대형이면서도 한 손으로 휘두를 수 있어서 이도류나 연결 형태로 사용할 수 있는 등 운용의 폭이 넓다. 칼자루를 서로 연결시킨 형태는 "앰비덱스트러스 폼"이라고 불린다. 이 형태로는 창이나 랜스처럼 적절한 간격이 있는 전투에 적합하다. 또한 이 장비의 특성으로 빔 부분으로 적을 태워서 실체검 부분으로 썰어버리는 공격도 가능하다고 하는 자료도 볼 수 있다. 애니메이션 《기동전사 건담 SEED DESTINY》 작품 내에서는 제12화, 제28화에서 함정에 대한 공격을 실시했다. 또한 제34화에서는 포스 임펄스 건담이 이 장비를 사용하고 있으며, 이때는 칼날 끝까지 레이저의 전개 범위가 연장되었다. 제38화에서는 레전드 건담이 이 장비를 사용한 적도 있다.
명칭은 아서왕이 소유하고 있었다는 성검 엑스칼리버에서 유래하였다.
RQM60 플래시 엣지 빔 부메랑
저스티스 건담에 탑재된 "RQM51 밧셀 빔 부메랑"의 개량 발전형으로 2개의 부메랑의 본체 부분을 결합시킴으로써 빔이 아닌 실체날을 가진 부메랑으로 사용할 수도 있으며, 이 상태로도 여러 대의 적기를 격파할 수 있다. 또한 연결 상태에서는 질량을 살린 충격에 의한 공격 등 다용도로 운용할 수 있다고 하는 자료도 보인다.
기존과 달리 양자 통신으로 컨트롤이 가능하다고 한다. 애니메이션 《기동전사 건담 SEED DESTINY》 제38화에서는 포스 임펄스 건담이 사용했다.

#### 블래스트 임펄스 건담
블래스트 임펄스 건담은 대함공격, 대요새공격을 상정한 화력 강화용의 실루엣인 "블래스트 실루엣"을 장비한 형태이다. 배리어블 페이즈 시프트 장갑(VPS 장갑)의 색상은 흰색, 검은색, 녹색을 기조로 하고 있다.
추가 무장
M2000F 케르베로스 고 에너지 장사정 빔 포
브래스트 실루엣에 2문이 구비되어 있는 빔 포이다. 건너 자쿠 워리어의 오르트로스의 개량형이다. 명칭은 그리스 신화에 등장하는 저승의 파수견인 케르베로스로부터 유래하였다.
MMI-M16XE2 데류지 초고초속 레일포
어깨에 장비되어 있는 2문의 레일건이다. 프리덤 건담에 탑재된 크시피어스 레일포 계열의 모델로, 플라즈마를 투사할 수 있다. 케르베로스 또는 4연장 미사일 런처와 동시에 발사하는 것도 가능하다.
"데류지"는 "호우(豪雨)"를 뜻한다.
GMF39 4연장 미사일 런처 (AGM141 파이어 플라이 유도 미사일)
케르베로스와 일체화되어 있는 미사일 런처이다. AGM141 파이어 플라이 유도 미사일의 발사관이 2문의 포신에 4개씩 모두 8개가 갖춰져 있다. 케르베로스의 포구와 정반대 쪽에 위치하기 때문에 케르베로스와 동시에 발사할 수는 없다.
장전되는 파이어 플라이 유도 미사일은 카오스 건담의 것과 같은 형태이다.
MA-M80 디파이언트 빔 자벨린
케르베로스의 포신 커버에 수납되어 있다. 근접전에 대처하기 위한 장비이다. 손잡이가 길기 때문에 케르베로스의 전개 상태에서도 사용이 가능하다. 포격전을 전문으로 하는 블래스트 실루엣에서 적기가 근접할 때 사용할 수 있는 무장이다. 애니메이션 《기동전사 건담 SEED DESTINY》 제28화에서 빔 자벨린을 투척해서 어비스 건담을 격파했다.
"디파이언트"는 "도전적", "대담(大膽)"을 뜻한다. 액션 피규어 〈모빌 슈트 인 액션!! 블래스트 임펄스 건담〉(반다이, 2004년 11월 발매)과 〈MMMGQ 블래스트 임펄스 건담〉(반다이, 2005년 2월 발매)에는 두 개의 빔 자벨린을 연결할 수 있는 기믹이 존재한다.
비고
《기동전사 건담 SEED DESTINY ASTRAY》에서 폐콜로니에서 탈출할 때, 건담 아스트레이 아웃 프레임이 임펄스 건담에게서 블래스트 실루엣을 빌려 사용하기도 했다.

### 작품 내에서의 활약
《기동전사 건담 SEED DESTINY》
최신예 우주전투모함 미네르바에 배치된 임펄스 건담과 그 파일럿인 신 아스카의 첫 출진은 같은 세컨드 스테이지 시리즈의 3기의 기체가 지구연합군 제81독립기동군 팬텀 페인에게 탈취당한 사변에서였다. 신 아스카는 탈취당한 3기를 포획하기 위해 소드 임펄스 건담으로 격투전에 임했지만, 동등한 성능을 가지고 있는 이들 기체를 상대로 한 전투는 아스란 자라의 자쿠 워리어나 자프트 모빌 슈트(MS) 부대의 지원이 있어도 힘들었다. 레이 자 바렐의 자쿠 팬텀의 참전으로 전황은 나아졌지만, 결국 탈취당한 3기의 건담은 아머리 원으로부터 탈출하고 만다. 미네르바의 임무는 세컨드 스테이지 시리즈 3기를 강탈해간 보기 원(가티 루) 추격전으로 전환되고, 임펄스 건담은 루나마리아 호크의 건너 자쿠 워리어, 2기의 게이츠 R과 함께 적의 모함에 대한 직접 공격을 시도하지만, 적 부대의 계략에 빠져 위기를 맞게 된다. 모함인 미네르바의 격침은 면했지만, 게이츠 R 2기를 잃고 첫 임무는 쓰라린 결과로 끝난다. 이후 유니우스 세븐의 파쇄 작업 지원에서도 배리어블 페이즈 시프트 장갑(VPS 장갑)의 강도와 기체의 추력을 활용한 동료 기체의 구난 외에는 특별한 활약을 보여주지 못했고, 파일럿이 루키라고는 하지만 기체의 성능을 제대로 발휘하지 못했다.
제12화에서는 듀트리온 빔 송전 시스템과 분리·합체 기구 등의 임펄스 건담 만의 특성을 마음껏 활용해 신형 모빌 아머(MA)인 잠자자를 격파한다. 이 밖에도 지구연합군의 수상 함정에 접근해서 항모 2척을 포함해 전투함 6척을 대파, 격침시키는 대전과를 올리며, 미네르바의 활로를 열었다.
이후 임펄스 건담은 미네르바와 함께 지구 각지에서의 전투에 참여한다. 지구연합군의 가르나한 기지의 양전자 포대 로엔그린 게이트를 격파하고, 크레타 해안에서의 전투에서 어비스 건담을 격파하고 오브의 파견 함대를 궤멸시키는 등 착실하게 전과를 쌓아나간다. 하지만 미네르바와 지구연합군 및 오브군 간의 전투에 개입한 키라 야마토의 프리덤 건담에게는 제대로 대적하지 못했다.
엔젤 다운 작전에서 임펄스 건담은 프리덤 건담의 격파 임무를 맡고 출격한다. 이 전투에서 신 아스카의 임펄스 건담은 파손된 상체를 돌격시켜 폭파시키는 공격 및 상체와 하체를 분리해 공격을 피하는 등 임펄스 건담 특유의 전법으로 키라 야마토의 프리덤 건담을 몰아붙였다. 마지막으로 임펄스 건담은 비행하는 소드 실루엣 플라이어로부터 플래시 엣지 빔 부메랑과 엑스칼리버 레이저 대함도를 전달받아, 포스 임펄스 건담의 상태로 손에 쥔 엑스칼리버 레이저 대함도로 그대로 돌격하여 프리덤 건담을 격파했다.  대함도로 복부를 관통당한 프리덤 건담은 임펄스 건담의 눈 앞에서 대폭발을 일으켰고, 이의 직격탄을 맞은 임펄스 건담은 머리, 왼팔, 포스 실루엣의 수직 꼬리 날개 등 기체 각 부분이 손상되었으며, 페이즈 시프트 장갑도 기능을 정지한 채로 간신히 체공을 유지하는 등 큰 타격을 입고도 무사히 귀환했다.
전투 전에 신 아스카는 레이 자 바렐의 협력 하에 꼼꼼하게 프리덤 건담의 전투를 분석하여 싸움에 대비하였다. 이러한 성과로 전투에서 신 아스카의 임펄스 건담은 프리덤 건담의 빔 사격을 최소한의 움직임으로 피해 모빌 실드로 정확하게 막아냈다. 이 밖에도 투척한 모빌 실드를 향해 빔 라이플을 쏘고, 반사된 빔으로 프리덤 건담에게 타격을 주는 묘기를 보여주었다.
프리덤 건담과의 격전에서 승리한 신 아스카는 최신예기인 데스티니 건담을 수령받는다. 이로써 임펄스 건담의 후임 파일럿은 루나마리아 호크가 되었다. 루나마리아 호크의 임펄스 건담은 헤븐즈 베이스 공방전과 우주에서의 레퀴엠 공략 작전에 참가해 전과를 올렸다.
우주로 무대를 옮긴 후 제49화-제50화에 걸친 메사이어 공방전에서 임펄스 건담은 전투에 참가했다. 그러나 이 전투에서 루나마리아 호크의 임펄스 건담은 이터널을 격침시키기 위해 출격하였지만, 이터널의 승무원이었던 동생 메이린 호크의 설득에 멈칫하는 사이를 파고든 돔 트루퍼의 제트 스트림 어택에 압도당해 철수하였다. 또한 아스란 자라의 인피니트 저스티스 건담과의 교전에서 기체가 파손되는 공격을 받았고, 여기서도 전선에서 이탈하는 등 고전이 계속되었다.
전투의 최종 국면의 달 표면 근처의 전투에서 루나마리아 호크의 임펄스 건담은 아스란 자라와 신 아스카의 싸움을 중지시키기 위해 인피니트 저스티스 건담과 데스티니 건담 사이를 가로막았다. 집념에 사로 잡힌 신 아스카의 데스티니 건담의 팔마 피오키나가 임펄스 건담을 향하지만, 인피니트 저스티스 건담에 의해 위기를 벗어난다.
임펄스 건담은 인피니트 저스티스 건담과의 싸움에서 대파당한 데스티니 건담을 쫓아 달 표면으로 내려가면서 전투에 종지부를 찍게 된다. 파괴 당해 쓰러져 있는 임펄스 건담과 데스티니 건담의 모습이 최종화의 크레디트 타이틀로 사용되며 이야기는 마무리되고 있다.
《기동전사 건담 SEED DESTINY ASTRAY》
《기동전사 건담 SEED DESTINY》 시작 전의 에피소드가 그려져 있으며, 매스 미디어에 의한 취재로 임펄스 건담은 카오스 건담, 가이아 건담, 어비스 건담과 함께 성능 시험 및 모의전 등을 실시하고 있다.

## 베리에이션

### 데스티니 임펄스 건담
잡지 《월간 하비 재팬》의 모형 연동 기사 《기동전사 건담 SEED DESTINY MSV》에서 등장했다. 메카닉 디자인은 오오카와라 쿠니오가 담당하였다. 기체의 색상은 처음에 하비 재팬 편집부에서 오오카와라 쿠니오에게 발주했을 때는 "청보라"의 이미지로 주문했지만, 실제로 그려진 일러스트에서는 붉은색 쪽에 가까운 보라색으로 되어 있었다. 또한 모형 작례를 제작한 모델러가 화고를 원근법에 의해 푸른 빛이 도는 것으로 해석하여 붉은 계열로 작례를 도장했다. 이후 편집부가 처음에 상정한 청보라색 기체의 모형 작례도 "3호기"로 제작되었다. 오오카와라 쿠니오의 화고에 충실한 컬러링의 모형 작례도 《전격 하비 매거진》에서 "1호기"로 제작되었다.
설정 해설
개발에는 전 베른 설계국의 코트니 히에로니무스가 참여했다. 본체가 장비하는 데스티니 실루엣은 포스, 소드, 블래스트의 모든 실루엣의 특성을 갖추고 있는 만능형 모듈이며, 스트라이크 건담의 I.W.S.P.에 상당하는 통합 무장 시스템 시험 운용형이 된다. 이것은 전용 모함(미네르바)까지 이용한 임펄스 건담의 실루엣 무장 교환 시스템이 운용면에서 과제를 남기고 있었다는 점과 각각의 전문 분야에 특화된 단일 기능형 모빌 슈트(MS)가 무질서하게 생산되어 원래 자프트가 목표로 했던 만능기로서의 모빌 슈트 개발에 성과를 내지 못했다는 반성에 근거한 것이었다. 데스티니 임펄스 건담은 기존의 임펄스 건담처럼 각 실루엣 모듈을 교체할 필요없이 모듈 하나로 모든 상황에 대응할 수 있는 올라운드형 모빌 슈트(MS)로 개발되었다.
실루엣 모듈은 레이저 대함도나 대구경의 빔 포, 부아튀르 뤼미에르를 이용한 스러스터 유닛이 갖춰져 있으며, 이 스러스터가 가동될 때는 미라쥬 콜로이드의 살포를 통해 전자적인 것, 시각적인 것 모두에서 적기를 교란시킬 수 있게 하고 있다. 또한 본체의 체스트 플라이어 부분은 개조가 더해져서 빔 부메랑과 빔 실드 발생 장치가 추가되었다. 이로 인해 데스티니 임펄스 건담은 격투 능력, 기동력, 화력, 방어력의 모든 면에서 임펄스 건담의 각 실루엣과 동등하거나 그 이상의 성능을 발휘한다. 또한 항공전자 및 베트로닉스가 강화되어 합체나 무장의 설정에 있어서 파일럿의 부담도 줄어들었다.
기존의 임펄스 건담의 3가지 실루엣 모듈의 성능을 통합할 목적으로 데스티니 실루엣이 개발되었지만, 분리·합체 기구는 기존의 임펄스 건담에 있던 그대로여서 과잉이라고 할 수 있는 데스티니 실루엣의 중무장은 정밀한 기체 구조에 큰 부담을 주는 결과를 낳았다. 게다가 빔 병기에 치우친 장비 때문에 에너지 효율도 나쁘고 1회 출격시 2~3번의 듀트리온 빔 송전을 필요로 하는 등 운용함에 있어 어려움이 많은 기체이다. 또한 전천후 만능형 기체로 개발·완성된 기체이지만, 임펄스 건담의 원래의 개발 컨셉인 "파츠의 교환을 통한 다양한 국면의 전투에 대응"이라는 의미가 퇴색되었다. 따라서 보다 강력한 만능기를 필요로 하는 개발은 신규 설계로 이루어지게 되었고, ZGMF-X42S 데스티니 건담의 개발로 이어졌다. 이때 시험 제작기로 4기의 데스티니 임펄스 건담이 완성되었지만, 이후의 개발 및 생산은 중단된 상태이다.
시험 제작기 4기 중 3기의 데스티니 임펄스 건담은 장비하는 각 실루엣에 따라 배리어블 페이즈 시프트 장갑(VPS 장갑)의 색상에 차이가 있다. 1호기는 적보라색, 2호기는 "자프트 레드"와 같은 빨간색, 3호기는 청보라색이다. 3기는 각각 롤아웃되어 1호기는 마레 스트로드, 3호기는 코트니 히에로니무스가 수령하게 된다. 2호기의 수령 여부는 현 시점에서는 불명확하고, 4호기에 대해서는 그 존재 사실 외에 상세한 내용은 알려져 있지 않다.
무장
RQM60 플래시 엣지 빔 부메랑
양쪽 팔에 장착된다.
MX2351 솔리두스 풀고르 빔 실드 발생장치
양쪽 팔에 설치되어 있다. 적기의 공격에 대해 자동으로 전개되는 것이 가능하다.
MMI-710 엑스칼리버 레이저 대함도
소드 임펄스 건담의 장비와 같은 형태의 격투 무장이다.
텔레스코픽 배럴 연장식 빔 포탑
연장 기구를 갖춘 포신을 가지고 있는 빔 포이다.
작품 내에서의 활약
《기동전사 건담 SEED DESTINY ASTRAY》
데스티니 임펄스 건담 1호기에는 마레 스트로드가 탑승한다. 기체의 운용 시험을 겸한 마션의 확보 작전에 사용되었으며, 카이트 마디건이 소유한 콜로니로 출격한다. 거기서 마스 재킷과 교전한 데스티니 임펄스 건담 1호기는 카이트가 소유하고 있는 몇 기의 모빌 슈트(MS)들을 파괴하지만, 프로토세이버+11의 미라쥬 콜로이드 바이러스를 받아 데스티니 실루엣이 떨어져 나간다. 떨어져 나간 데스티니 실루엣은 건담 아스트레이 아웃 프레임 D가 습득한다. 작전의 옵서버였던 무라쿠모 가이에 의해 제지당한 마레는 임펄스 건담의 본체와 함께 콜로니를 떠난다.
《기동전사 건담 SEED DESTINY MSV 전기》
데스티니 임펄스 3호기에는 코트니 히에로니무스가 탑승한다. C.E. 74년의 메사이어 공방전에 투입된다. 코어 스플렌더와 각 파츠가 분리된 상태로 출격한 데스티니 임펄스는 합체해, 전투를 개시한다. 우수한 격추 스코어를 올렸다.
《기동전사 건담 SEED DESTINY ASTRAY 천공의 황녀》
카이트 마디건이 소유한 모빌 슈트(MS) 중 1기를 확인할 수 있다. 다른 모빌 슈트와 마찬가지로 흰색 십자 모양의 컬러링이 되어 있지만, 이 기체가 몇 호기인지는 명확하지 않다.

#### 데스티니 임펄스 건담 R
《월간 하비 재팬》의 모형 연동 포토 스토리 기획 《기동전사 건담 SEED DESTINY ASTRAY R》에 등장하는 기체이다. 메카닉 디자인은 아스트레이즈가 담당하였다.
설정 해설
"R"은 "리제네스"의 약자이다. 개발이 중단된 데스티니 임펄스 건담의 계획을 민간 기업이 인수해서 독자적인 컨셉을 담아서 완성한 기체이다. ZGMF-X42S 데스티니 건담과의 경합을 피하기 위해 독자적인 컨셉을 담았으며, 등쪽의 데스티니 실루엣은 실루엣 플라이어의 자율 비행 기능을 통합한 "데스티니 R 실루엣"으로 재설계되어 무장에도 변경이 가해졌다. 이 데스티니 R 실루엣은 울프스베인의 탑재나 원형기와 같은 윙을 전개할 수 있을 뿐만 아니라 독립적으로 운용할 수 있는 전투기로도 기능을 할 수 있어서 같은 플러그를 가지고 있는 적기에 장착하는 것으로 적기의 컨트롤을 빼앗는 것도 가능하다. 임펄스 건담의 본체는 거의 오리지널 버전과 동일하지만 코어 스플렌더가 생략되어 있으며 스트라이커 팩과 실루엣을 모두 지원하는 기체이다. 시험 양산되었기 때문에 오리지널 버전보다 생산 대수가 많으며, 그 중 대부분이 정크 길드와의 전투에 의해서 시장으로 흘러 들어가 버려서 일부를 제외하고 자프트의 구입에 의한 회수가 이루어졌다.
무장
울프스베인 장사정 빔 포탑
데스티니 R 실루엣에 장비되어 있는 대함, 대요새 빔 포탑이다. 데스티니 R 실루엣은 듀트리온 빔 송전 시스템이 없기 때문에 에너지 부족의 관점에서 전구형에 탑재된 텔레스코픽 배럴 빔 포탑이 아닌 이 장비가 개발되었다. 블래스트 실루엣에 장비되어 있는 케르베로스보다 경량화되면서도 손색없는 위력을 유지하고 있다. 총구에서 빔 사벨을 전개하는 것도 가능하며, 그 명칭은 케르베로스의 침에서 나왔다고 여겨지는 울프스베인(트리카부트)과 연관된다.

#### DI 아다가
《기동전사 건담 SEED DESTINY ASTRAY R》에 등장하는 기체이다.
데스티니 임펄스 건담 R의 동료기로 동시에 개발된 기체이다. 안테나를 없앤 모노아이 사양의 머리로 교체되어 있는 것 외에는 외관상의 차이점은 없지만, 가장 큰 특징으로 "버디 시스템"을 탑재하고 있어서 우선 유인 운용으로 탑재한 인공지능(AI)에게 전투 경험을 쌓게 하고 학습 후에는 데스티니 임펄스 건담 R이 지휘하는 무인기로 운용함으로써 소수의 에이스 파일럿으로 보다 많은 고성능기를 조종하는 것을 목적으로 하고 있다.
"아다가(adaga)"라는 단어는 포르투갈어로 "단검"이란 뜻과 지구연합군의 대거 시리즈에 대항한다는 이중적인 의미를 담고 있다.

#### 임펄스 건담 블랑쉬
《기동전사 건담 SEED ASTRAY 천공의 황녀》에 등장하는 기체이다. 흰색을 기조로 한 컬러링의 데스티니 임펄스 건담 R로 엘자 바이스가 탑승한다. 원래는 카이트 마디건이 입수했던 기체로 기체의 색상도 카이트가 "흰색이 어울린다"는 생각에 의해 변경된 것으로, 구입 대금은 단테 고르디쟈니의 빚으로 청산되었다.
기체명은 처음에 "데스티니 임펄스 건담 R 블랑쉬"로 카이트가 제안했지만, 엘자가 "데스티니(운명)라는 불확실한 것"을 병기의 이름에 붙이기를 꺼려하고, "임펄스"와 "블랑쉬"는 남기기를 희망해, 카이트의 "이런 타입에 유행하고 있는 이름"인 "건담"을 첨가하여 최종적으로 "임펄스 건담 블랑쉬"가 되었다.

### 기타 베리에이션
《기동전사 건담 SEED DESTINY ASTRAY》에 등장하는 기체들이다.
임펄스 건담의 실루엣 구상안으로 설정된 것으로 실루엣 모듈을 교환하여 포스 임펄스 건담, 소드 임펄스 건담, 블래스트 임펄스 건담 등의 형태를 취하는 임펄스 건담에 대해 추가적인 국지 대응을 목표로 카오스 임펄스 건담, 가이아 임펄스 건담, 어비스 임펄스 건담의 실루엣도 구상되고 있었다고 한다. 구상만 되고, 현실적인 문제들로 실현되지는 못했다.

#### 카오스 임펄스 건담
카오스 건담과 같은 기동 병장 포드를 짊어지는 형태의 실루엣을 장비한다. 허리의 사이드 아머와 양쪽의 실드가 클로로 변형된다. 모빌 아머(MA) 형태로의 변형도 가능하지만, 다리 부분을 분리해야 한다.

#### 어비스 임펄스 건담
어비스 건담의 특징인 양어깨부 실드를 장비한 실루엣과 전용 레그 플라이어를 장비한다. 어비스 건담과 마찬가지로 수중용 모빌 아머(MA)로의 변형도 가능하다. 대수압 때문에 전체가 파란색 기조의 배리어블 페이즈 시프트 장갑(VPS 장갑)을 두르고 있다.
《기동전사 건담 SEED DESTINY ASTRAY》에서 마레 스트로스의 망상에서 그의 탑승기가 되어 지구상에서 딥 포비든 건담 부대와 교전해서 격파하는 묘사가 있다.

#### 가이아 임펄스 건담
가이아 건담의 기능을 부가한 형태로, 하체만 4족 보행으로 변형되기 때문에 상체의 팔부분은 그대로 사용할 수 있다.

#### 드라군 플라이어
드라군 시스템을 이용하여 임펄스 건담 본체 측에서 컨트롤할 수 있는 실루엣 플라이어이다. 다수의 실루엣 플라이어를 동시에 컨트롤하는 것이 가능하져, 모함의 보조 없이도 작전 행동이 가능하다. 그러나 구상만 되었을 뿐 실현되지는 못했다.

## 같이 보기
- 데스티니 건담
- 스트라이크 건담
- 미네르바 (건담 시리즈)

## 주해
1. ↑  듀트리온 빔 송전 시스템이 도입된 배경으로, 앞선 대전 말기부터 모빌 슈트(MS)의 본체나 무기류의 성능의 향상에 비해 이를 작동시키는 배터리의 발전이 더뎠기 때문에, 이를 보완하기 위해 구현되었다라고 하는 자료도 보인다.[8]
2. ↑  이 때문에 C.E. 73년 이후의 자프트에서는 자쿠 워리어와 같은 모노아이 기체와 건담 타입의 기체가 병행해서 개발되는 상황이었다. 이러한 "건담 페이스"는 높은 적기 탐색 능력, 시각 인식 능력을 가지고 있지만, 구조의 복잡함 때문에 양산기에서는 채택되지 않는 경우가 많다.[9]
3. ↑  임펄스 건담의 운용을 위해 모함인 미네르바에는 코어 스플렌더, 체스트 플라이어, 레그 플라이어 실루엣 플라이어에 각각 개별 이동용의 팔레트가 준비되어 있으며, 발진도 중앙의 전용 캐터펄트에서 행해진다.[12] 또한 합체는 레이저 서처를 통해 자동으로 행해지며, 파일럿은 미세 조정만 하면 된다.[13]
4. ↑  《기동전사 건담 SEED DESTINY ASTRAY》 등의 외전 작품에서는 테스트 중에 나스카급 전함에 의한 운용도 이루어졌지만, 이때는 미리 합체한 후에 출격했다.
5. ↑  합체 기구를 통해 상체 및 하체도 변경할 수 있기 때문에 이러한 교환 장비가 준비되면 전투 중에 다른 기체로 갈아타는 운용도 가능해진다. 그러나 체스트 플라이어와 레그 플라이어의 교환 옵션은 만들어지지 않았다.[14]
6. ↑  그러나 애니메이션 《기동전사 건담 SEED DESTINY》 제36화에서 길버트 듀랜달은 파일럿인 신 아스카의 조종 기술의 향상에 기체가 그 움직임을 따라 잡지 못하게 된 것을 지적하고 있다.
7. ↑  미네르바 함내 정비 행거에는 실루엣 및 체스트 플라이어, 레그 플라이어의 예비기도 준비되어 있으며, 임펄스 건담의 모듈 구조로 인해 기체의 상체 및 하체 파츠인 체스트 플라이어나 레그 플라이어에 중대한 손상을 입어도 콕피트 유닛인 코어 스플렌더가 건재하다면 이들 파츠를 교체함으로써 즉시 전투를 계속할 수 있다.[3]
8. ↑  건담 팩트 파일의 건담 용어 사전에서의 임펄스 시스템의 설명에서는 합체 기구에 의해 임펄스 건담을 모빌 슈트(MS)가 아닌 3기의 항공기로 규정함으로써 유니우스 조약에 의한 모빌 슈트 보유 대수의 제한을 피해보려 했을지도 모르지만, 실상은 분명하지 않다고 되어 있다.[18]
9. ↑  애니메이션 《기동전사 건담 SEED DESTINY》 제18화에서는 체스트 플라이어의 복부와 레그 플라이어의 다리 부분에서 메인 스러스터를 가동시키고 있는 묘사를 확인할 수 있다. 〈1/100 MG 포스 임펄스 건담〉의 기획시에 감수를 맡은 시게타 사토시와 디자인을 담당한 아쿠츠 준이치에 의해 체스트 플라이어의 어깨 부분의 스러스터를 전개하고, 주날개의 전개나 엔진의 추진 방향을 반대로 가변시키는 등의 다수의 제안들이 있었지만,[29] 실제 제품에서는 채택되지 않았고 어깨 부분의 뒷면에 핀 모양의 몰드가 된 것에 머물고 있다.
10. ↑  개발 단계에서는 ZGMF-X24S 카오스 건담, ZGMF-X31S 어비스 건담, ZGMF-X88S 가이아 건담의 특성을 가지고 있는 체스트 플라이어와 레그 플라이어의 구상도 이루어졌으며, 단독으로 모든 전투 상황에 대응할 수 있게 하려는 연구가 진행되었다.[3]
11. ↑  장착하는 실루엣에 따라 에너지 공급량과 방어력이 변화한다고 하는 자료도 볼 수 있다.[3]
12. ↑  중량의 수치를 3.81t이라고 하는 자료도 볼 수 있다.[4]
13. ↑  중량의 수치를 14.76t이라고 하는 자료도 볼 수 있다.[4]
14. ↑  중량의 수치를 15.39t이라고 하는 자료도 볼 수 있다.[4]
15. ↑  중량의 수치를 21.14t이라고 하는 자료도 볼 수 있다.[4]
16. ↑  오르트로스와 동등한 위력을 가지고 있다라는 자료도 볼 수 있다.[4]
17. ↑  애니메이션 《기동전사 건담 SEED DESTINY》에서는 엑스칼리버 레이저 대함도에 의해 대 빔 실드 및 프리덤 건담의 복부를 꿰뚫는 묘사로 되어 있지만, 소설판에서는 대 빔 실드를 쥐고 있는 왼팔을 베어 날린 뒤 복부를 찌르는 묘사로 되어 있다.
18. ↑  소설판 5권에서는 전투 후 신 아스카와 루나마리아 호크가 레이 자 바렐의 안부를 염려해 임펄스 건담으로 메사이어 근처로 향하는 모습이 그려져 있다.
19. ↑  형식번호"Θ"는 그리스 문자에서 "8번째"라는 뜻이며, 8번째로 설계된 실루엣인 데스티니 실루엣을 의미한다.[2]
20. ↑  작품 내에서도 "이것은 임펄스가 아니다"라는 코트니 히에로니무스의 발언이 있다.[54]
21. ↑  설정화는 존재한다.[64]
22. ↑  카오스 임펄스 건담으로 기술한 자료를 볼 수 있다.[63]
23. ↑  Chaos Impulse Gundam으로 기술한 자료를 볼 수 있다.[63]
24. ↑  어비스 임펄스 건담으로 기술한 자료를 볼 수 있다.[63]
25. ↑  Abyss Impulse Gundam으로 기술한 자료를 볼 수 있다.[63]
26. ↑  가이아 임펄스 건담으로 기술한 자료를 볼 수 있다.[63]
27. ↑  Gaia Impulse Gundam으로 기술한 자료를 볼 수 있다.[63]

## 참고 문헌
- 서적
  - 《기동전사 건담 SEED DESTINY 오피셜 파일 메카편 Vol.1》. 코단샤. 2005년 2월. ISBN 4-06-367151-8.
  - 《TV 매거진 특별 편집 엑스트라 기동전사 건담 SEED&SEED DESTINY MOBILE SUIT FILE》. 코단샤. 2005년 5월. ISBN 4-06-179152-4.
  - 《하비 재팬 MOOK 기동전사 건담 SEED DESTINY 모델 Vol.2 DESTINY MSV편》. 하비 재팬. 2006년 3월 31일. ISBN 4-89425-415-8.
  - 《PERFECT ARCHIVE SERIES 5 기동전사 건담 SEED DESTINY》. 타케쇼보. 2006년 5월. ISBN 4-8124-2687-1.
  - 《전격 데이터 컬렉션 기동전사 건담 SEED DESTINY 상권》. 미디어 웍스. 2007년 10월 20일. ISBN 978-4-8402-4058-1.
  - 《전격 데이터 컬렉션 기동전사 건담 SEED 외전 2》. 미디어 웍스. 2008년 4월 15일. ISBN 4-8402-2817-5.
  - 《기동전사 건담 함선&항공기 대전집 증보 개정판》. 아스키 미디어 웍스. 2015년 3월. ISBN 978-4-04869-313-4.
  - 《건담 웨폰즈 기동전사 건담 SEED DESTINY편》. 하비 재팬. 2008년 8월. ISBN 978-4-89425-754-2.
  - 《기동전사 건담 SEED DESTINY MS 백과사전》. 이치진샤. 2008년 11월 25일. ISBN 978-4-7580-1126-6.
  - 《건담 웨폰즈 기동전사 건담 SEED DESTINY ASTRAY R 턴 레드편》. 하비 재팬. 2014년 12월 18일. ISBN 978-4-7986-0934-8.
- 무크
  - 《그레이트 메카닉 17》. 후타바샤. 2005년 6월. ISBN 4-575-46427-9.
  - 《건담 하비 라이프 009》. 카도카와 쇼텐. 2016년 6월. ISBN 978-4-04-892241-8.
- 잡지
  - 《월간 하비 재팬 2004년 12월호》. 하비 재팬.
  - 《월간 하비 재팬 2005년 10월호》. 하비 재팬.
- 소설
  - 고토 리우 (2005년 11월 1일). 《기동전사 건담 SEED DESTINY 4 보여지는 세계》. 카도카와 쇼텐. ISBN 4-04-429111-X.
  - 치바 토모히로 (2006년 8월 15일). 《기동전사 건담 SEED DESTINY ASTRAY 하권 인연을 찾는 자》. 미디어 웍스. ISBN 4-8402-3498-1.
  - 치바 토모히로 (2014년 6월). 《기동전사 건담 SEED DESTINY ASTRAY B 하권》. 카도카와 쇼텐. ISBN 978-4-04-866760-9.
- 코믹스
  - 토키타 코이치 (2013년 10월). 《기동전사 건담 SEED DESTINY ASTRAY Re:MasterEdition 제2권》. 카도카와 쇼텐. ISBN 978-4-04-120918-9.
- 분책 백과
  - 《주간 건담 팩트 파일 제111호》. 데아코스티니 재팬. 2006년 12월 5일.
  - 《주간 건담 팩트 파일 제115호》. 데아코스티니 재팬. 2007년 1월 2일.
  - 《주간 건담 팩트 파일 제126호》. 데아코스티니 재팬. 2007년 3월 26일.
  - 《주간 건담 팩트 파일 제133호》. 데아코스티니 재팬. 2007년 5월 25일.
  - 《주간 건담 팩트 파일 제139호》. 데아코스티니 재팬. 2007년 6월 26일.
  - 《주간 건담 퍼펙트 파일 제64호》. 데아코스티니 재팬. 2012년 12월 25일.
  - 《주간 건담 퍼펙트 파일 제95호》. 데아코스티니 재팬. 2013년 7월 30일.
- 건담 프라모델 키트
  - 《1/144 HG 포스 임펄스 건담》. 반다이. 2004년 11월.
  - 《1/100 포스 임펄스 건담》. 반다이. 2004년 12월.
  - 《1/60 포스 임펄스 건담》. 반다이. 2004년 12월.
  - 《1/100 소드 임펄스 건담》. 반다이. 2005년 5월.
  - 《1/144 HG 돔 트루퍼》. 반다이. 2005년 7월.
  - 《1/100 세이버 건담》. 반다이. 2006년 10월.
  - 《1/100 MG 포스 임펄스 건담》. 반다이. 2008년 5월.
  - 《1/100 MG 소드 임펄스 건담》. 반다이. 2009년 4월.
  - 《1/60 PG 건담 아스트레이 레드 프레임》. 반다이. 2009년 3월.
  - 《1/100 MG 스트라이크 루즈 오오토리 장비 Ver.RM》. 반다이. 2013년 9월.
  - 《1/144 HGCE 포스 임펄스 건담》. 반다이. 2016년 6월.
- 액션 피규어
  - 《모빌 슈트 인 액션!! 블래스트 임펄스 건담》. 반다이. 2004년 11월.